# Тьорнхаут (окръг)
Тьорнхаут (на нидерландски: Turnhout) е окръг в Северна Белгия, провинция Антверпен. Площта му е 1357 km², а населението – 458 948 души (по приблизителна оценка от януари 2018 г.).. Административен център е град Тьорнхаут.